# پنا د لوس اناماردوس
پنا د لوس اناماردوس («صخره عاشقان») یک کوه نزدیک به شهر اتوکرا در استان مالاگا، آندلس، اسپانیا است. ارتفاع آن به ۸۸۰ متر بالاتر از سطح دریا می‌رسد.